# Макдональд (Канзас)
Макдональд (англ. McDonald) — місто (англ. city) в США, в окрузі Ролінс штату Канзас. Населення — 113 особи (2020).

## Географія
Макдональд розташований за координатами 39°47′5″ пн. ш. 101°22′12″ зх. д. / 39.78472° пн. ш. 101.37000° зх. д. (39.784731, -101.370138).  За даними Бюро перепису населення США в 2010 році місто мало площу 0,57 км², уся площа — суходіл.

## Демографія
Згідно з переписом 2010 року, у місті мешкало 160 осіб у 77 домогосподарствах у складі 48 родин. Густота населення становила 279 осіб/км².  Було 98 помешкань (171/км²).
Расовий склад населення:
| - 97,5 % — білих - 0,6 % — корінних американців |

До двох чи більше рас належало 1,3 %. Частка іспаномовних становила 11,3 % від усіх жителів.
За віковим діапазоном населення розподілялося таким чином: 18,1 % — особи молодші 18 років, 56,3 % — особи у віці 18—64 років, 25,6 % — особи у віці 65 років та старші. Медіана віку мешканця становила 53,5 року. На 100 осіб жіночої статі у місті припадало 100,0 чоловіків;  на 100 жінок у віці від 18 років та старших — 101,5 чоловіків також старших 18 років.
Середній дохід на одне домашнє господарство  становив 40 287 доларів США (медіана — 22 434), а середній дохід на одну сім'ю — 55 345 доларів (медіана — 38 750). За межею бідності перебувало 25,8 % осіб, у тому числі 60,9 % дітей у віці до 18 років та 15,0 % осіб у віці 65 років та старших.
Цивільне працевлаштоване населення становило 83 особи. Основні галузі зайнятості: сільське господарство, лісництво, риболовля — 30,1 %, освіта, охорона здоров'я та соціальна допомога — 24,1 %, роздрібна торгівля — 10,8 %, фінанси, страхування та нерухомість — 7,2 %.